# ContourGlobal
ContourGlobal ist ein privater amerikanischer Kraftwerksbetreiber. Er wurde 2005 von Joseph Brandt und der Private-Equity-Gesellschaft Reservoir Capital Group gegründet und betreibt Kraftwerke mit einer installierten Gesamtleistung von 3.939 MW.
Die Europazentrale befindet sich in Wien.

## Kraftwerke (Auswahl)
- Kraftwerk Maritza III (Bulgarien)
- Kraftwerk Arrubal (Spanien)
- Wasserkraftwerk Worotan (Armenien)
- TermoemCali (Kolumbien)
- Kraftwerk KivuWatt (Ruanda)